# Cù hậu
Cù hậu (Chữ Hán: 樛后; ? - 112 TCN), thường được gọi Cù Thái hậu (樛太后), là Vương hậu của Triệu Minh Vương Anh Tề, vị quân chủ thứ ba của Nam Việt, triều đại nhà Triệu trong lịch sử Việt Nam. Bà là mẹ của người kế vị và cũng là quân chủ thứ tư của nhà Triệu, Triệu Ai Vương Hưng.
Cù hậu nổi tiếng trong lịch sử vì việc chuyên quyền trên cương vị nhiếp chính, và chuyện tư thông đầy tai tiếng với người tình là An Quốc Thiếu Quý, một người sứ giả do nhà Hán phái đến. Cuối cùng, Cù hậu bị giết trong cơn binh biến do Tể tướng Lữ Gia đứng đầu.

## Tiểu sử
Cù thị (樛氏) là người thành Hàm Đan của nước Hán. Triệu Minh vương Anh Tề quen Cù thị khi đang là Vương Thế tử, lúc đó Thế tử là con tin ở thành Trường An. Ông đem lòng si mê, sinh được một người con tên là Triệu Hưng và muốn lập Cù thị làm Vương hậu nên xin Hán Đế, thấy vậy Hán Đế liền ưng thuận, vì lẽ Cù hậu là người Hán.
Năm 113 TCN, Triệu Minh vương qua đời, con của bà là Triệu Hưng lên ngôi, khi mới chỉ 4 tuổi, tức Triệu Ai Vương. Cù hậu trở thành Thái hậu và có quyền nhiếp chính.

## Thái hậu chuyên quyền
Trước kia, Cù Thái hậu khi còn ở nước Hán đã từng thông dâm với An Quốc Thiếu Quý (安國少季), người huyện Bá Lăng. Sau khi Ai vương còn nhỏ lên ngôi, Hán Vũ Đế sai An Quốc Thiếu Quý làm sứ thần sang khuyên dụ Triệu Ai Vương và Cù Thái hậu vào chầu, như đối với các chư hầu ở trong, lại thêm Gián nghị đại phu là Chung Quân, Ngụy Thần giúp việc, vệ úy Lộ Bác Đức cũng đem quân đóng ở Quế Dương để đợi sứ giả. Khi ấy Triệu Ai Vương còn ít tuổi, Cù Thái hậu là người Hán, Thiếu Quý đến, lại tư thông.
Người nước Nam Việt biết, phần nhiều không theo Thái hậu. Cù Thái hậu sợ loạn nổi, muốn dựa uy nhà Hán, nhiều lần khuyên Ai Vương và các quan xin nội phụ nhà Hán. Bèn nhờ sứ nhà Hán dâng thư, xin theo như các chư hầu ở trong, cứ 3 năm một lần vào chầu, triệt bỏ cửa quan ở biên giới. Hán Vũ Đế bằng lòng, ban cho Triệu Ai Vương và Thừa tướng Lữ Gia ấn bằng bạc và các ấn nội sử, trung úy, thái phó, còn các chức khác được tự đặt lấy. Bỏ hình phạt cũ thích chữ, cắt mũi, dùng pháp luật nhà Hán như các chư hầu ở trong. Các sứ giả đều ở lại để trấn giữ vỗ về.
Năm 112 TCN, Triệu Ai Vương và Cù Thái hậu đã sửa soạn hành trang lễ vật quý giá để vào chầu. Bấy giờ, Tể Tướng Lữ Gia tuổi đã nhiều, làm Thừa tướng trải ba triều, người trong họ làm trưởng lại đến hơn 70 người, đều lấy người tôn thất, gia thế họ Lữ bấy giờ hiển phú vô cùng, trong nước rất được lòng dân hơn cả Quốc vương. Lữ Gia nhiều lần dâng thư can Ai vương, Thái hậu kiêng quyết không nghe, thế là Lữ Gia thường cáo ốm không tiếp sứ giả nhà Hán. Các sứ giả nhà Hán đều chú ý đến Gia, nhưng thế chưa thể giết được. Cù Thái hậu cũng sợ bọn Gia khởi sự trước, muốn nhờ sứ giả nhà Hán trù mưu giết bọn Gia.
Năm đó, Cù Thái hậu muốn tiêu diệt thế lực của Lữ Gia nên mở tiệc rượu ở trong cung. Tiệc rượu mới bắt đầu, Cù thái hậu bảo Gia rằng: 
"Nam Việt nội thuộc là điều lợi cho nước, thế mà tướng quân lại cho là bất tiện là tại sao?"
Cù Thái hậu nói vậy cốt để chọc tức sứ giả. Sứ giả còn đang hồ nghi, chần chừ chưa dám làm gì. Lữ Gia thấy tai mắt họ có vẻ khác thường, lập tức đứng dậy đi ra. Thái hậu giận, muốn lấy giáo đâm Gia, nhưng Ai Vương ngăn lại. Lữ Gia bèn ra chia lấy quân lính của em dẫn về nhà, cáo ốm không chịu gặp Thái hậu và sứ giả, ngầm cùng các đại thần mưu làm loạn. Tình trạng vẫn như vậy trong vài tháng dù Cù Thái hậu muốn một mình giết Lữ Gia nhưng sức không làm nổi.

## Bị giết
Hán Vũ Đế nghe tin Lữ Gia không nghe mệnh, mà Triệu Ai Vương và Cù Thái hậu thì cô lập, yếu ớt không chế ngự nổi, sứ giả thì nhút nhát không quyết đoán, lại thấy Ai Vương và Thái hậu đã nội phụ rồi, chỉ một mình Lữ Gia làm loạn, không đáng dấy quân, muốn sai Trang Sâm đem 2.000 người sang sứ. Trang Sâm nói: 
"Lấy sự hòa hiếu mà sang, thì vài người cũng đủ, lấy vũ lực mà sang, thì 2 nghìn người không làm gì được".
Sâm từ chối không nhận. Hán Vũ Đế bèn bãi chức Sâm. Tướng Tế Bắc cũ là Hàn Thiên Thu hăng hái nói: 
"Một nước Việt cỏn con, lại có vương và thái hậu làm nội ứng, chỉ một mình thừa tướng Lữ Gia làm loạn, xin cấp cho 3 trăm dũng sĩ, thế nào cũng chém được Gia về báo".
Không lâu sau, Hán Vũ Đế sai Thiên Thu và em Cù thái hậu là Cù Lạc (樛樂) đem 2.000 người tiến vào đất Nam Việt. Lữ Gia bèn hạ lệnh trong nước rằng: 
"Vương còn nhỏ tuổi, Thái hậu vốn là người Hán, lại cùng với sứ giả nhà Hán dâm loạn, chuyên ý muốn nội phụ với nhà Hán, đem hết đồ châu báu của Tiên Vương dâng cho nhà Hán để nịnh bợ, đem theo nhiều người đến Trường An rồi bắt bán cho người ta làm đầy tớ, chỉ nghĩ mối lợi một thời, không đoái gì đến xã tắc họ Triệu và lo kế muôn đời".
Gia bèn cùng với em đem quân đánh, giết Triệu Ai Vương và Thái hậu, cùng tất cả bọn sứ giả nhà Hán, rồi sai người đi báo cho Tần Vương Triệu Quang ở Thương Ngô và các quận ấp, lập con trưởng của Triệu Minh Vương là Thuật Dương hầu Kiến Đức lên kế vị.